# Mount Daimler
Mount Daimler är ett berg i Antarktis. Det ligger i Västantarktis. Argentina, Chile och Storbritannien gör anspråk på området. Toppen på Mount Daimler är 1 128 meter (osäker) över havet, eller 128 meter över den omgivande terrängen. Bredden vid basen är 2,1 km.